# Jorge Manuel López

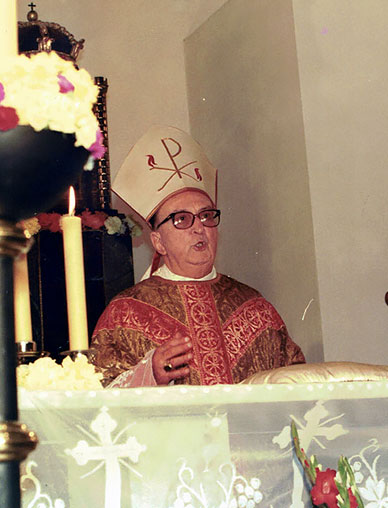
Jorge Manuel López (1993)

Jorge Manuel López (* 5. Juni 1918 in Rosario; † 22. Dezember 2006 ebenda) war ein argentinischer römisch-katholischer Bischof. Zuletzt amtierte er von 1983 bis 1993 als Erzbischof von Rosario.

## Leben
López empfing am 19. Dezember 1942 die Priesterweihe für das damalige Bistum Rosario durch Bischof Antonio Caggiano. Er wirkte in seiner Heimatdiözese unter anderem als Regens des Priesterseminars.
Papst Paul VI. ernannte ihn am 20. Mai 1968 zum Titularbischof von Ausafa und bestellte ihn zum Weihbischof in Rosario. Die Bischofsweihe spendete ihm am 15. August desselben Jahres Guillermo Bolatti, Erzbischof von Rosario. Mitkonsekratoren waren Francisco Juan Vénnera, ehemaliger Bischof von San Nicolás de los Arroyos, und Benito Epifanio Rodríguez, Weihbischof in Rosario. Am 5. April 1972 ernannte ihn Paul VI. zum Erzbischof von Corrientes. Am 19. Januar 1983 ernannte Papst Johannes Paul II. López zum Erzbischof von Rosario, das Erzbistum Corrientes verwaltete er bis 1984 als Apostolischer Administrator. López war unter anderem Vizepräsident der Argentinischen Bischofskonferenz.
Am 20. November 1993 nahm Johannes Paul II. sein altersbedingtes Rücktrittsgesuch an. Jorge Manuel López starb 2006 nach langer Krankheit in einem Krankenhaus in seiner Heimatstadt Rosario.